# Sessiagh Lough SAC
Sessiagh Lough SAC este o arie protejată (arie specială de conservare — SAC, sit de importanță comunitară — SCI) din Irlanda întinsă pe o suprafață de 71,6 ha, integral pe uscat.

## Localizare
Centrul sitului Sessiagh Lough SAC este situat la coordonatele 55°10′16″N 7°56′07″W / 55.171159°N 7.935409°V.

## Înființare
Situl Sessiagh Lough SAC a fost declarat sit de importanță comunitară în mai 1998 pentru a proteja 1 specie de plante și 6 specii de animale. Situl a fost protejat și ca arie specială de conservare în mai 2016.

## Biodiversitate
Situată în ecoregiunea atlantică, aria protejată conține 1 habitat natural: Ape stătătoare oligotrofe până la mezotrofe, cu vegetație de Littorelletea uniflorae și/sau de Isoëto-Nanojuncetea.
La baza desemnării sitului se află mai multe specii protejate:
- plante (1): Najas flexilis
- păsări (6): Anser albifrons flavirostris, rață-cu-cap-castaniu (Aythya ferina), rața moțată (Aythya fuligula), șoim călător (Falco peregrinus), Fulmarus glacialis, chiră de baltă (Sterna hirundo)

Pe lângă speciile protejate, pe teritoriul sitului au mai fost identificate 2 specii de păsări, 2 specii de pești.